# 阿里夫·法汉
阿里夫·法汉（1996年7月14日—）， 是马来西亚职业足球运动员，司职后卫。现效力于马来西亚超级足球联赛的吉打达鲁阿曼，同时也代表马来西亚国家足球队。

## 荣誉

### 俱乐部
吉打达鲁阿曼
- 马来西亚足总杯冠军：2017年
- 马来西亚杯冠军：2016年
- 马来西亚慈善盾冠军：2017年

### 国家队
- 东南亚运动会： 银牌：2017年[4]